# ديكي كير
ديكي كير (بالإنجليزية: Dickey Kerr)‏ هو لاعب كرة قاعدة أمريكي، ولد في 3 يوليو 1893 في سانت لويس في الولايات المتحدة، وتوفي في 4 مايو 1963 في هيوستن في الولايات المتحدة.

## وصلات خارجية
- ديكي كير على موقعبيزبول رفرنس.كوم (الدوري الرئيسي) (الإنجليزية)
- ديكي كير على موقعبيزبول رفرنس.كوم (الدوري الثانوي) (الإنجليزية)
- ديكي كير على موقع جمعية أبحاث البيسبول الأمريكية (الإنجليزية)